# قلب جريء (فلم)
قلب جريء فيلم مصري رومانسي غنائي من إنتاج عام 2002، بطولة مصطفى قمر، وياسمين عبد العزيز، إخراج محمد النجار.
قصة الفيلم مأخوذة من الفيلم الأمريكي (Dave)، وهو من أفلام عيد الفطر 1423 هـ (2002 ميلادي).

## قصة الفيلم
تدور أحداث الفيلم حول عالم مصري يكتشف علاجاً جديداً للجمرة الخبيثة، ومن خلال أحداث الفيلم تحاول مافيا تجارة الأدوية أن تقوم بقتل العالم المصري بعد أن رفض أن يبيع لهم تركيبة الدواء، ويقرر العالم أن يحتفظ بتركيبة الدواء في خزانة سرية بأحد البنوك، يطلقون عليه الرصاص، ويصبح بين الحياة والموت، وتضطر السلطات إلى أن تحضر شبيهاً لهذا العالم لكي يخفوا خبر إصابة العالم، ويأتي شبيه العالم ليعيش مع أبنائه وابنة عمه وبعد فترة تستطيع أجهزة الأمن أن تحصل على تركيبة الدواء ويموت العالم الحقيقي ويبقى شبيهه الذي سوف يضطر لأن يكمل باقي حياته يلعب دور العالم ويعيش مع أهله بعد موافقة أبيه على ذلك.

## بطولة
- مصطفى قمر
- ياسمين عبد العزيز
- أحمد عيد
- طلعت زين
- حسن حسني
- عبد الله مشرف
- محمد مرزبان
- لقاء الخميسي
- رامي وحيد
- ريمونا
- تيام قمر

## فريق العمل
- إخراج: محمد النجار
- تأليف: أحمد البيه
- إنتاج: وليد التابعي
- توزيع: أوسكار - النصر
- مونتاج: صلاح عبد الرازق
- موسيقى: محمد نوح
- مدير التصوير: محسن أحمد

## وصلات خارجية
- مقالات تستعمل روابط فنية بلا صلة مع ويكي بيانات